# セナトゥス・コンスルトゥム・ウルティムム
セナトゥス・コンスルトゥム・ウルティムム（ラテン語: Senātūs cōnsultum ultimum、英語: senatus consultum ultimum、元老院最終決議もしくは勧告）またはセナトゥス・コンスルトゥム・デ・レ・プブリカ・デフェンデンダ（ラテン語: Senātūs cōnsultum dē rē pūblicā dēfendendā、共和国防衛に関する元老院決議）は、共和政ローマの元老院が決議した緊急の宣言である。定型文の一つは、ラテン語: videant consules ne res publica detrimenti capiat (両執政官は国家に害が及ばぬよう対処せよ)。
日本語の訳語にあるように、共和政を脅かす者に対して元老院が決議するものであり、非常事態宣言である。内乱の一世紀にたびたび決議された。

## 歴史
確認できる最初のセナトゥス・コンスルトゥム・ウルティムムは、紀元前121年に当時の護民官、ガイウス・グラックス（及び彼の支持者）に対処するため、執政官ルキウス・オピミウスに向けて決議されたものである。プルタルコスによれば、オピミウスによって追い込まれたグラックスは、自分の奴隷に命じて殺させたとも、両者とも捕らえられ殺されたとも伝わり、他にもマルクス・フルウィウス・フラックスや3000人の市民が殺されたという。
紀元前100年、支持者を扇動して政敵を殺害した護民官ルキウス・アップレイウス・サトゥルニヌスとその支持者に対して発令され、サトゥルニヌス一派は鎮圧に当たった執政官ガイウス・マリウスに降伏したが、降伏を受け入れたマリウスの意向を無視した暴徒の手で殺害された。
なお、サトゥルニヌスを殺害したガイウス・ラビリウスは、紀元前65年、ガイウス・ユリウス・カエサルと、犠牲になった支持者の甥である護民官ティトゥス・ラビエヌスからサトゥルニヌス殺害の罪で告発されて死刑判決が濃厚となったが、法務官クィントゥス・カエキリウス・メテッルス・ケレルが一計を案じて裁判を中止させたために告発は立ち消えとなった。この裁判でカエサルとラビエヌスが問題にしたのは元老院最終決議が適切に運用され、降伏して無力化された対象にも暴力の行使が正当化されるのかという点だったとされる。
紀元前77年、ルキウス・コルネリウス・スッラの死後にローマに対して反乱を起こしたマルクス・アエミリウス・レピドゥスに対して発令された。
紀元前63年、ルキウス・セルギウス・カティリナの支持勢力による国家転覆の陰謀が明らかになる。元老院最終決議が発令され、執政官マルクス・トゥッリウス・キケロに秩序回復の全権が委ねられた。キケロのカティリナ事件への対応はローマ市民に支持され、キケロは「国家の父」の称号を得た。しかし、紀元前58年にプブリウス・クロディウス・プルケルが護民官に就任すると、クロディウスから裁判を経ずに市民を処刑したことについて糾弾を受け、キケロはローマを追放された（後に元老院の決議を受けローマに帰還する）。
紀元前49年、ローマ内戦の開戦前にカエサルに対して発令され、それまで元老院の決定に拒否権で抵抗を続けてきたカエサル派の護民官マルクス・アントニウスとクィントゥス・カッシウス・ロンギヌス(英語版)はローマから追放された。カエサルは決議が発令の条件を満たしておらず、それによって不可侵であるはずの護民官の拒否権が侵害されたと麾下の将兵に訴えて自身の軍事行動を正当化した。カエサルがローマを制圧した後の紀元前48年、マルクス・カエリウス・ルフス(英語版)とティトゥス・アンニウス・ミロ(英語版)が引き起こした騒乱を鎮圧する際に発令され、カエサルもこの措置を追認している。また、翌紀元前47年に騎兵長官としてローマを統治していたマルクス・アントニウスが民衆を扇動する護民官プブリウス・コルネリウス・ドラベッラとその支持者の抵抗を排除する祭にも発令されているる。
また、紀元前43年にムティナの戦いでアントニウスに対して発令されたと主張する歴史家も存在する。